# Jàvols
Jàvols (en francès Javols) és un municipi francès situat al departament del Losera i a la regió d'Occitània.
Fou una antiga població d'Occitània, primera capital del Gavaldà, i seu del bisbat, fins al 951 quan el bisbe es va traslladar a Mende situada a quatre llegües.
Segons Corneille i l'abat Belley era l'antiga Anderitum, Anderidum, Civitas Gabalorum, Gabalus, i d'aquest nom derivaria el del país, Gavaldà. A l'alta edat mitjana apareix esmentada com Javoux, Javols, Javouls. Marca pensa que fou destruïda al segle v, però és clar que va existir almenys fins al segle X; podria correspondre a la moderna Ghaue.

## Nota
1. ↑  Topònims occitans de la Losera[Enllaç no actiu]
2. ↑  La llegua no té una equivalència única, però equival a uns 4 km, això situaria Javols a uns 15 o 20 km de Mende, als Cevennes